# Die Rettungsflieger/Staffel 10
Die zehnte Staffel der deutschen Notfall- und Rettungsserie Die Rettungsflieger feierte ihre Premiere am 28. September 2005 auf dem Sender ZDF. Das Finale wurde am 14. Dezember 2005 gesendet.
Die ersten sechs Episoden der zehnten Staffel wurden am mittwöchlichen Vorabend auf dem 19:25-Uhr-Sendeplatz erstausgestrahlt. Die Episoden 7 und 8 wurden mittwöchlichen Vorabend auf dem 19:25-Uhr- und 20:15-Uhr-Sendeplatz direkt hintereinander erstausgestrahlt. Die weiteren Episoden der Staffel wurden dann wieder auf dem mittwöchlichen Vorabend auf dem 19:25-Uhr-Sendeplatz gezeigt. Seit der Einstellung der Fernsehserie im Jahr 2007 werden die Episoden regelmäßig im Nachmittagsprogramm von ZDF und Nachmittags- und Vorabendprogramm von ZDFneo wiederholt.

## Darsteller
| Rollenname       | Dienstgrad                    | Beruf             | Schauspieler   |
| ---------------- | ----------------------------- | ----------------- | -------------- |
| Jan Wollcke      | Hauptfeldwebel/Stabsfeldwebel | Bordtechniker     | Oliver Hörner  |
| Sabine Petersen  | Oberstabsarzt                 | Notärztin         | Marlene Marlow |
| Jens Blank       | Hauptmann                     | Pilot             | Nicolas König  |
| Johannes Storkow | Oberfeldwebel                 | Rettungsassistent | Patrick Wolff  |

## Episoden
| Nr. (ges.) | Nr. (St.) | Originaltitel         | Erstausstrahlung D | Regie             |
| --- | --------- | --------------------- | ------------------ | ----------------- |
| 84 | 1         | Tödlicher Leichtsinn  | 28. Sep. 2005      | Gero Weinreuter   |
| Oberst Ralph Brandt, der Kommodore, lässt durch seinen Adjutanten Oberleutnant Deffke seinen baldigen Besuch ankündigen. Während sich Dr. Sabine Petersen, die sich gerade erst von Brandt getrennt hat, unbeeindruckt zeigt scheinen Pilot Jens Blank und Bordtechniker Jan Wollcke wenig begeistert zu sein, doch da werden die Rettungsflieger zu einem Unfall in den Hamburger Hafen gerufen: Bei einem illegalen Autorennen sind zwei junge Personen mit ihrem Auto über die Kaimauer gerast. Einem Freund gelingt es noch den jungen Unfallfahrer aus dem Wrack zu ziehen, doch für seine Freundin kommt jede Hilfe zu spät. Als das Team wenig später im Rettungszentrum eintrifft beobachten sie wie Oberst Ralph Brandt gerade mit einer Attraktiven jungen Frau, Anne Niemann, der Tochter eines Generals, flirtet. Während Jens Blank und Jan Wollcke eine Provokation gegen ihre Notärztin befürchten ist Dr. Sabine Petersen immer noch mit dem letzten Einsatz beschäftigt. Als der SAR 71 den nächsten Patienten in das UKE fliegen sehen die Crewmitglieder, dass der Freund der Toten vom vergangenen Einsatz Suizid begehen will und versuchen alles um dies zu verhindern. |           |                       |                    |                   |
| 85 | 2         | Giftstachel           | 5. Okt. 2005       | Bodo Schwarz      |
| Die Besatzung des SAR 71 fliegt die schwangere Lisa, die allergisch auf einen Bienenstich reagiert hat, in das Bundeswehrkrankenhaus, doch Bordtechniker Hauptfeldwebel Jan Wollcke scheint nicht vollkommen konzentriert zu sein, da seine Lebensgefährtin Madeleine Descartes seit einigen Tagen von einem Anonymen gestalkt wird. Wenig später erhält Madeleine Descartes, die gemeinsam mit Richie Wollcke das Planetarium besucht hat, per SMS Nachrichten geschickt und als sie wenig später bei einem Fahrradunfall erste Hilfe leistet und den Rettungsdienst ruft wird ihre Handtasche gestohlen. Während Jan Wollcke immer größere Zweifel an den Beteuerungen hat, wird die Crew in die Turnhalle einer Schule gerufen. Dort wurde eine Schülerin von ihren Klassenkameraden gedemütigt und schwer verletzt. Nun muss das medizinische Personal des Rettungshubschraubers schnell reagieren und die Schülerin versorgen. Als die Crew wenig später im Rettungszentrum ankommt treffen Madeleine Descartes und Jan Wollcke auf den anonymen Stalker, der für Madeleine Descartes kein Unbekannter ist, sondern ein Teilnehmer ihres Sprachkurses. |           |                       |                    |                   |
| 86 | 3         | Ins Leben zurück      | 12. Okt. 2005      | Bodo Schwarz      |
| Als die Rettungsflieger gerade von einem Einsatz zurückkommen werden sie bei der Landung am Rettungszentrum von einem Auto behindert. Als die verärgerte Crew die Frau mit dem Auto zur Rede stellen möchte stellt sich plötzlich heraus, dass es sich um die Schwägerin Martina Kettwig, der Schwägerin von Oberstarzt Dr. Norbert Kettwig, handelt. Diese will den Leiter des Bundeswehrkrankenhauses wegen ihres im Kosovo verwundeten Mannes besuchen. Es stellt sich heraus, dass der Zwillingsbruder des Oberstarztes dort bei einem Bundeswehr-Einsatz als Arzt tätig ist und nun verwundet ist. Zunächst ist nicht klar wie schwer die Verletzungen sind, doch als sich wenig später herausstellt, dass der Arzt aus dem Kosovo ausgeflogen werden muss setzt der Oberstarzt alles in Bewegung um seinen Bruder in das Hamburger Bundeswehrkrankenhaus zur Behandlung fliegen zu lassen. Nach einigen Turbulenzen auf dem Transport-Flug aus dem Kosovo zum Fliegerhorst Hohn übernimmt der SAR 71 den Weitertransport. Doch als es auf diesem wenig später zu Komplikationen kommt müssen die Rettungsflieger, die mittlerweile gemeinsam mit Oberstarzt Dr. Kettwig zu fünft unterwegs sind, im Millerntor-Stadion notlanden, um dort eine Thoraxdrainage zu legen. Doch gerade als die Crew wieder starten will meldet Florian Hamburg, dass die Landeplatzbeleuchtung am Bundeswehrkrankenhaus ausgefallen sei. Eine schwierige Entscheidung für Pilot Hauptmann Jens Blank, denn ohne Licht kann er nicht landen. Der Pilot muss sich entscheiden: Bundeswehrkrankenhaus oder doch die sichere Variante Universitätsklinikum Eppendorf. Während Jens Blank volles Risiko setzt, bemüht sich der Obergefreite Homann um eine unkonventionelle Methode der Landeplatzausleuchtung. Gastdarsteller: Maike Bollow als Martina Kettwig |           |                       |                    |                   |
| 87 | 4         | Abschied vom Glück    | 19. Okt. 2005      | Gero Weinreuter   |
| Die Rettungsflieger werden zu einem Herzinfarktpatienten gerufen, doch während der Landung wird der SAR 71 von einem renitenten Autofahrer behindert. Pilot Jens Blank will den Mann auf sein Fehlverhalten ansprechen, allerdings reagiert der Autofahrer blitzschnell und schlägt dem Hauptmann ein blaues Auge. Als Dr. Sabine Petersen wenig später im Rettungszentrum die Verletzung ihres Kollegen behandelt und den Rettungshubschrauber, der ohne Pilot flugunfähig ist, ausmelden will kommt der nächste Einsatzbefehl. Sofort stürmt Jens Blank zur Maschine, wird aber von Kommodore Oberst Ralph Brandt, der nun den SAR 71 übernimmt, vom Fliegen abgehalten. Eine ungewohnte Situation für die Crew, doch die muss sich nun vollkommen auf den nächsten Einsatz konzentrieren: Ein schwerer Autounfall. Während die Tochter eines Ehepaares nur eine Beinfraktur erleidet können die Retter dem Vater nicht mehr helfen und auch die Mutter hat schwere Verletzungen erlitten, sodass sie auf dem schnellsten Weg in das Bundeswehrkrankenhaus gebracht werden muss. Doch auch die Mutter stirbt noch in der kommenden Nacht im Bundeswehrkrankenhaus. Diese Situation wirft die jungen Sybille Liebermann vollkommen aus der Bahn. Notärztin Dr. Sabine Petersen versucht dem Mädchen beizustehen, obwohl auch sie die Ereignisse nicht kalt lassen. Gastdarsteller: Regina Stötzel als Sophie Liebermann, Heiko Wohlgemuth als Georg Liebermann, Michael von Rospat als Opa Ernst Reuter, Maximilian Haas als Kalle, Jan Andres als Fabian, Ulrich Drewes als Steffen Liebermann, Meo Wulf als Enkel Tobias |           |                       |                    |                   |
| 88 | 5         | Herzflattern          | 2. Nov. 2005       | Bodo Schwarz      |
| Am Morgen wird Hauptmann Jens Blank von der attraktiven Journalistin Juliane in das Rettungszentrum gebracht, was für großes Aufsehen unter den Kollegen des Piloten sorgt, doch es bleibt nicht viel Zeit den Hauptmann Fragen zu stellen, denn das Team wird zu einem betrunkenen Mädchen gerufen wird. Am Einsatzort staunen Oberstabsarzt Dr. Petersen und Oberfeldwebel von Storkow nicht schlecht als sie feststellen müssen, dass es sich dabei um Sybille Liebermann handelt. Kurze Zeit später der nächste Einsatz: Drei Teenager wollten sich einen gemütlichen Tag auf der Elbinsel Hanskalbsand, doch einer der jungen Leute verunglückt bei einem Grillfeuer und muss gerettet werden, doch da gerade Ebbe muss der Rettungshubschrauber den Einsatz übernehmen und den Verletzten in das Bundeswehrkrankenhaus fliegen. Währenddessen nimmt der Onkel von Sybille Kontakt mit Dr. Sabine Petersen auf und berichtet ihr, dass er keinen Draht zu dem Mädchen findet. Die Rettungsflieger sehen sich außerdem mit dem Vorwurf, einen Hund in den Tod getrieben zu haben konfrontiert. Sie finden eine ziemlich ungewöhnliche Lösung für die Besitzerin. |           |                       |                    |                   |
| 89 | 6         | Überraschende Wendung | 9. Nov. 2005       | Thomas Nikel      |
| Ein anstrengender Tag für die Rettungsflieger endet mit einer Überraschung. Nachdem das Team einen Epileptiker, der von seiner Tochter, die nach der Scheidung der Eltern die Verantwortung für den Vater übernommen hat und nun selbst mit ihren Kräften am Ende ist, begleitet wird, in das BWK geflogen hat, müssen die Retter den von einer Lese-Rechtschreib-Schwäche betroffenen Michael, der als Aushilfe in einem Weinladen arbeitet und dort verunglückt ist, und den beim Eishockey-Training verletzten Dennis versorgen. Daraufhin wartet im Rettungszentrum Sybille Liebermann. Das Mädchen, welches bei einem Autounfall ihre Eltern verloren hat, bittet Notärztin Dr. Sabine Petersen bei ihr einziehen zu dürfen. Während diese vollkommen perplex ist überlegt sie, ob sie dem Mädchen als Single-Frau überhaupt helfen kann. Madeleine Descartes rät ihrer Freundin sich mit dem Jugendamt in Verbindung zu setzen. Auch für Jan Wollcke endet der Tag mit einer Überraschung: Er wird zum Stabsfeldwebel befördert. |           |                       |                    |                   |
| 90 | 7         | Hoch hinaus           | 16. Nov. 2005      | Thomas Nikel      |
| Das Team ist überrascht als Pilot Jens Blank plötzlich Kontaktanzeigen liest, obwohl er doch neuerdings mit der Journalistin Juliane in einer Beziehung ist. Als wenig später auch noch Paula, eine junge Frau, die behauptet die Freundin von Jens Blank zu sein, auftaucht ist Jan Wollcke sprachlos, doch gerade als er seinen Kollegen zur Rede stellen will unterbricht ein Einsatz das Gespräch: Der Kapitän einer Fähre hat einen Schlaganfall erlitten und muss in das Krankenhaus geflogen werden. Schon die Anreise ist anders, den die Notärztin Dr. Sabine Petersen und Rettungsassistent Johannes von Storkow müssen mit einem Schiff der Hamburger Wasserschutzpolizei an Bord der Fähre gebracht werden. Während Bordtechniker Wollcke wenig später mit seinen Kollegen Sabine Petersen und Johannes von Storkow über den Piloten sprechen möchte sind diese überrascht. Doch noch während Dr. Sabine Petersen Jens Blank anspricht verneint dieser jede Kenntnis von einer Paula. Doch diese läuft dann ausgerechnet Juliane in die Arme, was zu einem Eklat führt. Währenddessen wird das Team vom SAR 71 zu einer alten Fabrikhalle gerufen, an der die Kinder Larissa und Felix verunglückt sind. Als die Rettungsflieger nach ihrem Einsatz wieder zum Rettungszentrum zurückkehren trifft Jens Blank auf Juliane und muss seiner Freundin die Situation erklären. |           |                       |                    |                   |
| 91 | 8         | Dickköpfe             | 23. Nov. 2005      | Thomas Nikel      |
| Ein junger Mann will mit einem Bungee-Sprung seine Höhenangst überwinden, doch er verunglückt bereits auf dem Weg nach oben. Als es dann wegen seiner Flugangst im Rettungshubschrauber zu einer Panikattacke des jungen Mannes kommt, muss Dr. Sabine Petersen schnell handeln, um ihn zu beruhigen. Der nächste Einsatz führt die Retter zum Wochenmarkt: Dort ist die Gemüsehändlerin Hatha verunglückt. Allerdings möchte sich die alleinerziehende Frau nicht behandeln lassen, aber Notärztin Dr. Sabine Petersen kann nicht anders als die Händlerin in das Bundeswehrkrankenhaus einzuweisen. Jedoch kommt es auf dem Flug dorthin zu Komplikationen, die bei der Untersuchung im Schockraum die Notwendigkeit einer Operation erhöhen. Jan Wollcke erfährt derweil von Madeleine Descartes, dass diese einen neuen Vollzeitjob im Museum in Aussicht hat. Das gefällt ihm natürlich nicht unbedingt. Währenddessen erhalten die Rettungsflieger einen neuen Einsatz: Im Eichenpark in Hamburg-Harvestehude ist eine Frau ins Wasser gefallen und klagt über Rückenschmerzen. |           |                       |                    |                   |
| 92 | 9         | Kurzschluss           | 23. Nov. 2005      | Gero Weinreuter   |
| Die Crew des SAR 71 wird zu einem Banküberfall gerufen. Der Täter hat am Eingang des Gebäudes einen Mann mit einer Schusswaffe schwer verletzt. Während das Team des Rettungshubschraubers aufgrund der Befehle der Einsatzleitung dem Verletzten, der zu verbluten droht, nicht helfen kann, fasst der Rettungsassistent Oberfeldwebel Johannes von Storkow eine Entscheidung: Er handelt entgegen den Anweisungen der Polizei und seiner Vorgesetzten Oberstabsarzt Dr. Sabine Petersen und kämpft sich zu dem Mann durch, doch er wird vom Täter entdeckt und die Situation droht außer Kontrolle zu geraten. Als die Retter wenig später im Rettungszentrum ankommen, findet die Notärztin Dr. Petersen dann sehr klare Worte gegenüber ihrem Kollegen, da er mit seinem Alleingang alles durcheinandergebracht hat. Während der Rettungsassistent, der sich an ein Ereignis in seinem Auslandseinsatz erinnert fühlte, überlegt, den Dienst bei der Bundeswehr zu quittieren, versucht Oberstarzt Dr. Kettwig, der seinen Oberfeldwebel um jeden Preis halten möchte, zu vermitteln. Doch als Johannes von Storkow am nächsten Morgen nicht zur Hochzeit des Obergefreiten Homann erscheint, scheint die Lage zu klar zu sein, aber es kommt anders, denn der Rettungsassistent und seine Freundin Tatjana haben nur verschlafen. Gastdarsteller: Max Herbrechter als Hannes Wilmann, Tatjana Alexander als Ulrike von Kraska, Ingrit Dohse als Mathilde Dittler, Lea Draeger als Jessica, Claus Fuchs als Kurt Dittler, Angelika Gersdorf als Nachbarin, Christoph Kottenkamp als Ole Wiszenewski, Moritz A. Sachs als Herbie |           |                       |                    |                   |
| 93 | 10        | Sehnsüchte            | 30. Nov. 2005      | Wolfgang Dickmann |
| Die Rettungsflieger werden zu einem Mädchen mit Drogen-Vergiftung und Verdacht auf Vergewaltigung gerufen. Als Dr. Sabine Petersen im Krankenhaus wenig später auf die Eltern des Mädchens trifft sind diese schockiert. Als die Crew wenig später wieder im Rettungszentrum ankommt wartet dort überraschenderweise Besuch für Hauptmann Jens Blank: seine Mutter Hilde. Als wenig später ein handfester Streit ausbricht versuchen die Teamkollegen zu vermitteln, doch ihr Pilot bleibt stur, bis er von den Plänen seiner Mutter erfährt. Die alte Dame will auf Weltreise gehen und wollte sich von ihrem Sohn verabschieden. Als der davon erfährt macht er sich sofort auf zum Flughafen. Gastdarsteller: Hans Heller als Rainer Uhlmann, Maria Ketikidou als Lilo Uhlmann, Kaspar Eichel als Karl Mühlbach, Christian Hinrichs als Thomas Zander, Toni Snétberger als Lukas, Johannes Schaefer als Jasper |           |                       |                    |                   |
| 94 | 11        | Trennung              | 7. Dez. 2005       | Wolfgang Dickmann |
| Die Retter fliegen ein kleines Mädchen in das BWK, doch noch während in der Notaufnahme die Behandlung läuft bricht der verzweifelte Opa des Kindes, der sich die Schuld an der Verletzung seiner Enkelin gab, mit einem Schwächeanfall zusammen und muss versorgt werden. Nun wartet der Feierabend auf die Besatzung: Während Dr. Sabine Petersen mit Sybille Liebermann ins Kino geht wollen sich Jens Blank, Jan Wollcke und Johannes vom Storkow gemeinsam mit Tatjana Jovic, der Freundin von Rettungsassistent von Storkow, einen gemütlichen Abend machen. Doch Ivo, der Ex-Ehemann von Tatjana belästigt diese und muss von den Rettungsflieger nach draußen begleitet werden. Am nächsten Morgen werden die Mitglieder der Besatzung zu einem jungen Paar, welches in einem umgebauten Leichenwagen übernachtet hat und nun wegen der unzureichenden Belüftung bewusstlos aus dem Wagen geborgen werden muss, gerufen. Währenddessen plant der eifersüchtige Ivo sich und Tatjana umzubringen, indem er das Wohnhaus in die Luft jagt. Großeinsatz für Polizei, Feuerwehr und SAR 71, die nun alles versuchen um Tatjana zu retten. Jan Wollcke versucht diese zu befreien, doch als Ivo das Feuerzeug an die Gasleitung hält kommt es zu einer Explosion, bei welcher der Bordtechniker verletzt wird und nun selbst von seinen Kollegen in das Bundeswehrkrankenhaus geflogen werden muss. Gastdarsteller: Zlatko Maltar als Ivo, Reinhard Münster als Albert, Alissa Jung als Kyra, Stefan Dietrich als Mark, Michael Griem als Polizist |           |                       |                    |                   |
| 95 | 12        | Irrtümer              | 14. Dez. 2005      | Wolfgang Dickmann |
| Dr. Sabine Petersen und Sybille „Bille“ Liebermann haben einen heftigen Streit, nachdem das Mädchen zusammen mit einem Blumenstrauß die Wohnung der Notärztin verlässt. Als diese wenig später ihren Kollegen davon berichtigt werden sie von Homann, dessen schwangere Freundin Cora gestürzt ist, unterbrochen. Währenddessen weilt „Bille“ auf dem Friedhof um dem Geburtstag ihres Vaters zu gedenken. Dabei trifft sie auf den 16-jährigen Martin, dessen Opa gerade beigesetzt wird. Als dabei die Oma von Martin zusammenbricht rücken die Rettungsflieger an. Während sich Sabine Petersen und Johannes von Storkow um die Oma kümmern entdeckt Pilot Jens Blank Sybille und spricht mit ihr. Wenig später werden die Retter zu einem jungen Mann, der bei den Aufräumarbeiten nach einer Geburtstagsfeier Lauge getrunken hat, gerufen. Gastdarsteller: Jaime Krsto Ferkic als Martin Hansen, Siegrid Michalsky als Olga Hansen, Ulli Lothmanns als Volker Hansen, Lydia Rautenberg als Susi, Janina Uhse als Luisa, İhsan Ay als Hakan |           |                       |                    |                   |

## DVD-Veröffentlichung
Die DVD mit den Episoden der zehnten Staffel erschien am 19. Februar 2010.
Eine DVD-Box mit allen elf Staffeln der Rettungsflieger und dem Pilotfilm Vier Freunde im Einsatz erschien am 24. August 2012.